# Hwach'ŏn-daem
Hwach'ŏn-daem är en dammbyggnad i Sydkorea.   Den ligger i provinsen Gangwon, i den norra delen av landet, 90 km nordost om huvudstaden Seoul. Hwach'ŏn-daem ligger 173 meter över havet.
Terrängen runt Hwach'ŏn-daem är huvudsakligen kuperad. Hwach'ŏn-daem ligger nere i en dal. Runt Hwach'ŏn-daem är det ganska glesbefolkat, med 24 invånare per kvadratkilometer. Närmaste större samhälle är Hwacheon-eup, 6,4 km väster om Hwach'ŏn-daem. I omgivningarna runt Hwach'ŏn-daem växer i huvudsak blandskog.